# ميخائيل اولسون
ميخائيل اولسون (بالسويدية: Michael Olsson)‏ هو دراج سويدي، ولد في 4 مارس 1986 في السويد.

## وصلات خارجية
- مايكل اولسون على موقع الاتحاد الدولي للدراجات (الإنجليزية)
- مايكل اولسون على موقع أرشيف الدراجات (الإنجليزية)
- مايكل اولسون على موقع إحصائيات الدراجات الإحترافية (الإنجليزية)
- مايكل اولسون على موقع نسبة الدراجات (الإنجليزية)
- مايكل اولسون على موقع MTB Data (الإنجليزية)